# A2Sa (Inschrift)
A2Sa ist die Abkürzung einer Inschrift von Artaxerxes II. (A2). Sie wurde in Susa (S) entdeckt und von der Wissenschaft mit einem Index (a) versehen. Die Inschrift liegt in altpersischer, elamischer und babylonischer Sprache vor.

## Auffindung und Beschreibung
Die Fragmente mit der Inschrift von Artaxerxes II. wurden von dem englischen Archäologen William Kennett Loftus auf seinen Reisen in den Vorderen Orient zwischen 1849 und 1852 in Susa entdeckt. Die Inschrift wurde auf Fragmenten von vier Säulenbasen im Apadana von Susa gefunden. Heute befinden sich die Fragmente im Archäologischen Museum in Susa. Ein kleines Fragment mit babylonischem Text befindet sich im Louvre in Paris. Die Transliteration aller drei Sprachversionen mit einer deutschen Übersetzung veröffentlichte erstmals Franz Heinrich Weißbach 1911. Die früher als Inschrift DSq bezeichneten altpersischen Fragmente werden heute zu A2Sa gezählt.

## Inschrift
Nachdem der König seinen Rang, Namen und seine Ahnen bis zu Hystaspes aufgeführt hat, fährt er fort:

„Diese Säulenhalle baute Darius (I.), mein Ahn. Später, unter Artaxerxes (I.), meinem Großvater, verzehrte sie das Feuer. Nach dem Willen Ahuramazdas, Anahitas und Mithras baute ich diese Säulenhalle (wieder) auf. Ahuramazda, Anahita und Mitra mögen mich schützen vor allem Widerwärtigen und dies, w[as] ich ge[ma]cht habe, nicht zerschlagen, nicht es beschädigen.“

## Rezeption
Die Abstammung von einer königlichen Linie stellte für alle persischen Könige ein wichtiges Mittel zur Herrschaftslegitimation dar. Nach Amélie Kuhrt wurde das Vorzeigen einer ununterbrochenen, langen Königslinie im späten 5. Jahrhundert v. Chr. als wichtiger angesehen als zuvor. Die Ausführlichkeit, mit der in A2Sa die Abstammung bis zum Vater von Dareios I., Hystaspes, behandelt wird, ist Ausdruck davon. Er erklärt sich aus dem erhöhten Bedürfnis von Artaxerxes II. gegenüber seinem jüngeren Bruder, Kyros dem Jüngerem, seinen familiären Anspruch auf den Thron zu bekräftigen.
In der Inschrift A2Sa (siehe auch A2Ha und A2Hb) taucht erstmals das altpersische Wort a-p-d-a-n auf, das ab dem Ende des 19. Jahrhunderts als Apadana für die Audienzhallen der persischen Könige in Persepolis und Susa verwendet wird. Das Wort ist ausschließlich in den Inschriften des Artaxerxes II. nachgewiesen. Die bisherigen Interpretationen mit dem neu-persischen Wort für „Palast“ (ayvān), der Herkunft aus „Versteck, Verschluss“ (Sanskrit apa-dhā) oder einem „Lagerraum“ (griechisch apo-theke) werden angezweifelt. Pierre Lecoq schlägt vor, dass das Wort ein Vorläufer des persischen ābdān sei, das ein Wasserreservoir bezeichnet. Angesichts der persischen Fähigkeiten in der künstlichen Wasserversorgung könnte a-p-d-a-n in einem architektonischen Umfeld „Wasserplan“ (französisch plan d’eau) bedeuten.
Die Anrufung von Anahita und Mithra auf der Inschrift von Artaxerxes II. wie auch der zweiten, A2Sd, hat den Befürwortern einer zoroastrischen Religion der Achämeniden Auftrieb gegeben, da die wichtigsten Texte des Jungavesta diesen beiden Gottheiten gewidmet sind. Beide Gottheiten kommen in den Verwaltungsarchiven von Persepolis nicht vor und für Anahita sind keine Hinweise vorhanden, dass es einen Kult gegeben hat. Nach Berossos war Artaxerxes II. der erste König, der eine Statue von „Aphrodite Anaitis“ (=Anahita) in Babylon, Susa, Ekbatana, Baktrien, Damaskus und Sardis aufstellen ließ. Die Aussage von Berossos stimmt mit den überlieferten Königsinschriften überein, in denen Artaxerxes II. ebenfalls als erster achämenidischer König Anahita anruft.